# Konzil von Tours (1163)
Das nicht als ökumenisch anerkannte Konzil von Tours, das im Jahr 1163 von Papst Alexander III. in der Stadt Tours einberufen wurde, traf verschiedene Entscheidungen.

## Beschlüsse
Eine der für die Nachwelt, und die weitere Entwicklung, wichtige Entscheidung des Konzils war das Verbot für Kleriker (Mönche in hohen Position), chirurgische Operationen vorzunehmen und zudem wurden Leichen für unberührbar erklärt, was den Fortschritt im Gebiet der Anatomie erschwerte. Der Beschluss, der auf lateinisch Ecclesia abhorret a sanguine A lautete, hatte weitreichende Konsequenzen für die Medizingeschichte. Papst Alexander III. verbot den Mönchen, die gesammelte medizinische Praxis, weil er (angeblich) die Heilkunst hasste; Papst Honorius III. (Papst von 1216–1227) drohte bei Widerhandlung mit dem Kirchenbann und dehnte das Verbot auf den ganzen Klerus aus. Der 18. Canon des Vierten Laterankonzil von 1215 und das Dekret von Manegold von Neuenburg, dem Bischof von Würzburg, im Jahr 1298, untersagte kirchlichen Ärzten zudem die Anwesenheit bei Operationen und bedrohte zudem Professoren, die einen Ordensgeistlichen bei ihren Operationen zuschauen ließ, mit dem Kirchenbann. Dies bestärkte, neben den Verordnungen von 1220, 1247 und 1298, den Beschluss des Konzils von Tours (1163) und überließ dadurch, dass Kleriker nicht mehr allgemein-chirurgische Operationen verrichteten, diese medizinische Praxis den Laienchirurgen. Hintergrund war, dass es während und nach chirurgischen Eingriffen zu Todesfällen kam, was moralisch nicht mit dem geistlichen Amt der damals noch überwiegend klerikalen Ärzte zu vereinbaren war. Doch es gab auch Ausnahmen von der kirchenrechtlichen Maßgabe, etwa die wundärztliche bzw. chirurgische Tätigkeit der Priester Guy de Chauliac und Teodorico Borgognoni.
Die Kirche stellte sich damit aber nicht generell gegen die Medizin, sondern ermutigte und förderte die Anwendung von Innerer Medizin zum Beispiel mit der Gründung der ersten medizinischen Fakultät Frankreichs im Jahr 1220 an der Universität Montpellier; jedoch immer nur bis zu dem Punkt, an dem die Medizin eine Gefahr darstellte, das Studium der Theologie und die Lehren der Kirche zu verdrängen bzw. zu bedrohen.
Zusammengefasst hat die Heilkunde des europäischen Mittelalters durch den Eingriff der Kirche eine Entwicklung des Stillstands genommen, die erst im 19. Jahrhundert wieder zurückgenommen wurde. Die akademischen Ärzte widmeten sich fortan ausschließlich der Inneren Medizin und verzichteten auf die praktische Ausübung der (despektierlich) als handwerkliche Kunst bezeichneten Chirurgie, die fortan von Laienchirurgen ausgeübt wurde, wodurch der Grundstein für die Trennung von Chirurgie und Innerer Medizin gelegt wurde. Die Chirurgie wurde als mindere Medizin aus den Universitäten ausgeschlossen und die chirurgische Kunst in den Verantwortungsbereich der handwerklich ausgebildeten Bader und Barbiere gegeben. Von da an gab es zwei medizinische Berufe, und zwar den des mehr oder weniger handwerklich ausgebildeten lateinisch Medici chirurgi (siehe auch Handwerkschirurg), auch „Volksarzt“ genannt, und den des an den Universitäten vor allem in die wissenschaftliche Theorie eingeführten lateinisch Medici physici, mit einem akademischen Abschlussexamen als Lizenziat oder Doktor.
Weiterhin wurden auf dem Konzil die Katharer als Häretiker verdammt. Vom Papst erging der Erlass an Fürsten, Andersgläubige einzukerkern, und ihr Eigentum zu konfiszieren, der für die Inquisition verheerende Folgen haben sollte. Der Begriff „Albigenser“ soll erstmals auf diesem Konzil verwendet worden sein.
In Bezug auf die Sakramente der Kirche untersagte Alexander auf dem Konzil den Geistlichen, für das Begräbnis, das Chrisma und Heilige Öl eine Gegenleistung oder Bezahlung zu fordern (Verbot der Simonie). Die Berufung auf ein Gewohnheitsrecht bei der Annahme von Geld für die Sakramentsverwaltung hatte bereits das zweite Laterankonzil im Jahr 1139 verurteilt.